# Nathan Robertson
Nathan Robertson (född 30 maj 1977) är en brittisk idrottare som tog silver i badminton tillsammans med Gail Emms vid olympiska sommarspelen 2004 i Aten.

## Olympiska meriter

### Olympiska sommarspelen 2008
| Namn                        | Gren  | 32-delsfinal | 16-delsfinal | 8-delsfinal                          | Kvartsfinal                  | Semifinal        | Final            | Final            |
| Namn                        | Gren  | Resultat     | Resultat     | Resultat                             | Resultat                     | Resultat         | Resultat         | Plats            |
| --------------------------- | ----- | ------------ | ------------ | ------------------------------------ | ---------------------------- | ---------------- | ---------------- | ---------------- |
| Gail Emms, Nathan Robertson | Mixed | N/A          | N/A          | Zheng, Gao (CHN) W 21–16 16–21 21–19 | Lee, Lee (KOR) L 19–21 12–21 | Gick inte vidare | Gick inte vidare | Gick inte vidare |